# H.V. Ravn (fyrinspektionsskib)
M/S H. V. Ravn (fyrinspektionsskib) blev bygget på Nakskov Skibsværft fra 1938-1945.
Den var næsten klar ved 2.verdenskrigs udbrud, men blev med vilje forsinket til efter krigen.
Skibet er opkaldt efter fyrdirektør Hans Viggo Ravn.
Skibet er bevaringsværdigt, da det er et jernnittet skib og udstyret med en seks cylindret hovedmaskine på 664 HK fra Frichs. Den eneste bevarede.
H. V. Ravn er bygget som inspektionsskib til Fyr- og Vagervæsnet og passede efter befrielsen, afmærkningen af de sydlige dele af Nordsøen, med base i Esbjerg.
Det sejlede også proviant og mandskab til de gamle fyrskibe.
I 1986 blev skibet udfaset fra Farvandsvæsnet (Fyr- og Vagervæsnet senere Farvandsdirektoratet), og solgt til private.
Efter forskelligt ejerskab, endte skibet 2002 på Masteskursvej, Holmen i København, som en form for cafeskib med selskaber og events.
I 2007 lå skibet på Havnegade for enden af Nyhavn i København, hvor "Spritruten" til Sverige i sin tid lagde til.
Skibet blev i 2008 flyttet, og lå en tid i Maskingraven ved Kedelsmedjen på Frederiksholm på Holmen i København.
I januar 2009 lå skibet ud for Nordatlantens Brygge (Grønlands Handels Plads) for enden af Strandgade i Kbhvn.
I juli 2009 lå skibet i Frederikssund Havn, hvor det var planen, at det skulle være kulturskib, men denne plan løb ud i sandet. Det blev i stedet uden søfartstilladelse flyttet til Hundested. 
I oktober 2010 (se foto) lå skibet fortsat ved kaj i Hundested havn med en særdeles usikker fremtid.
Vedr. skibets historie se da især Ove Hermansen: "Danmarks Fyrtårne og fyrskibe", som udkom  første gang i 2001. Den blev genudgivet i maj 2011 i en forbedret og udvidet version.
I April 2015 ligger skibet ved Sjællandsbroen. Skibet er ved at gennemgå et større ombygning til tegnestue og privat bolig.